# カーター郡 (モンタナ州)

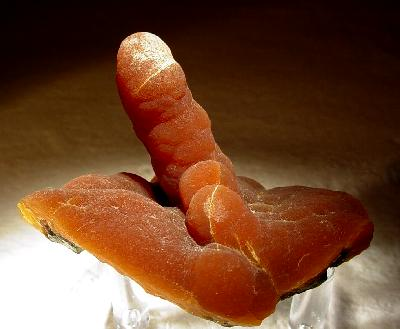
カーター郡から出土したアラレ石標本

カーター郡（英: Carter County）は、アメリカ合衆国モンタナ州の南東部に位置する郡である。2010年国勢調査での人口は1,160人であり、2000年の1,360人から14.7％減少した。郡庁所在地はエカラカ（人口332人）であり、同郡で人口最大の自治体でもある。

## 歴史
カーター郡はモンタナ州選出の最初のアメリカ合衆国上院議員トマス・ヘンリー・カーターに因んで名付けられた。カーター郡の土地がアメリカ人に占有される以前はスー族インディアンが住んでいた。

## 地理
アメリカ合衆国国勢調査局に拠れば、郡域全面積は3,348平方マイル (8,671.3 km2)であり、このうち陸地は3,340平方マイル (8,650.6 km2)、水域は9平方マイル (23.3 km2)で水域率は0.26％である。
メディシンロックス州立公園がエカラカの北14マイル (22 km) にある。風化によって奇岩が現出している。この土地はインディアンの狩猟隊が利用していた。

### 主要高規格道路
- アメリカ国道212号線
- モンタナ州道7号線
- モンタナ州道112号線

### 隣接する郡
- パウダーリバー郡 - 西
- カスター郡 - 北西
- ファロン郡 - 北
- ハーディング郡 (サウスダコタ州) - 東
- ビュート郡 (サウスダコタ州) - 南東
- クルック郡 (ワイオミング州) - 南

### 国立保護地域
- カスター国立の森（部分）

## 人口動態
以下は2000年の国勢調査による人口統計データである。
| 基礎データ - 人口: 1,360人 - 世帯数: 543 世帯 - 家族数: 382 家族 - 人口密度: 0人/km2（0人/mi2） - 住居数: 811軒 - 住居密度: 0軒/km2（0軒/mi2） 人種別人口構成 - 白人: 98.60 - アフリカン・アメリカン: 0.07% - ネイティブ・アメリカン: 0.37% - アジア人: 0.15% - その他の人種: 0.29% - 混血: 0.51% - ヒスパニック・ラテン系: 0.59% 先祖による構成 - ドイツ系：35.3％ - イギリス系：14.0％ - ノルウェー系：12.9％ - アイルランド系：11.1％ - スコットランド系：5.2％ 年齢別人口構成 - 18歳未満: 26.5% - 18-24歳: 4.1% - 25-44歳: 24.9% - 45-64歳: 26.5% - 65歳以上: 17.9% - 年齢の中央値: 42歳 - 性比（女性100人あたり男性の人口） - 総人口: 94.8 - 18歳以上: 96.7 | 世帯と家族（対世帯数） - 18歳未満の子供がいる: 30.6% - 結婚・同居している夫婦: 60.6% - 未婚・離婚・死別女性が世帯主: 7.0% - 非家族世帯: 29.5% - 単身世帯: 27.1% - 65歳以上の老人1人暮らし: 14.9% - 平均構成人数 - 世帯: 2.47人 - 家族: 2.99人 収入と家計 - 収入の中央値 - 世帯: 26,313米ドル - 家族: 32,262米ドル - 性別 - 男性: 21,466米ドル - 女性: 15,703米ドル - 人口1人あたり収入: 13,280米ドル - 貧困線以下 - 対人口: 18.1% - 対家族数: 15.9% - 18歳未満: 16.2% - 65歳以上: 16.4% |

### 収入

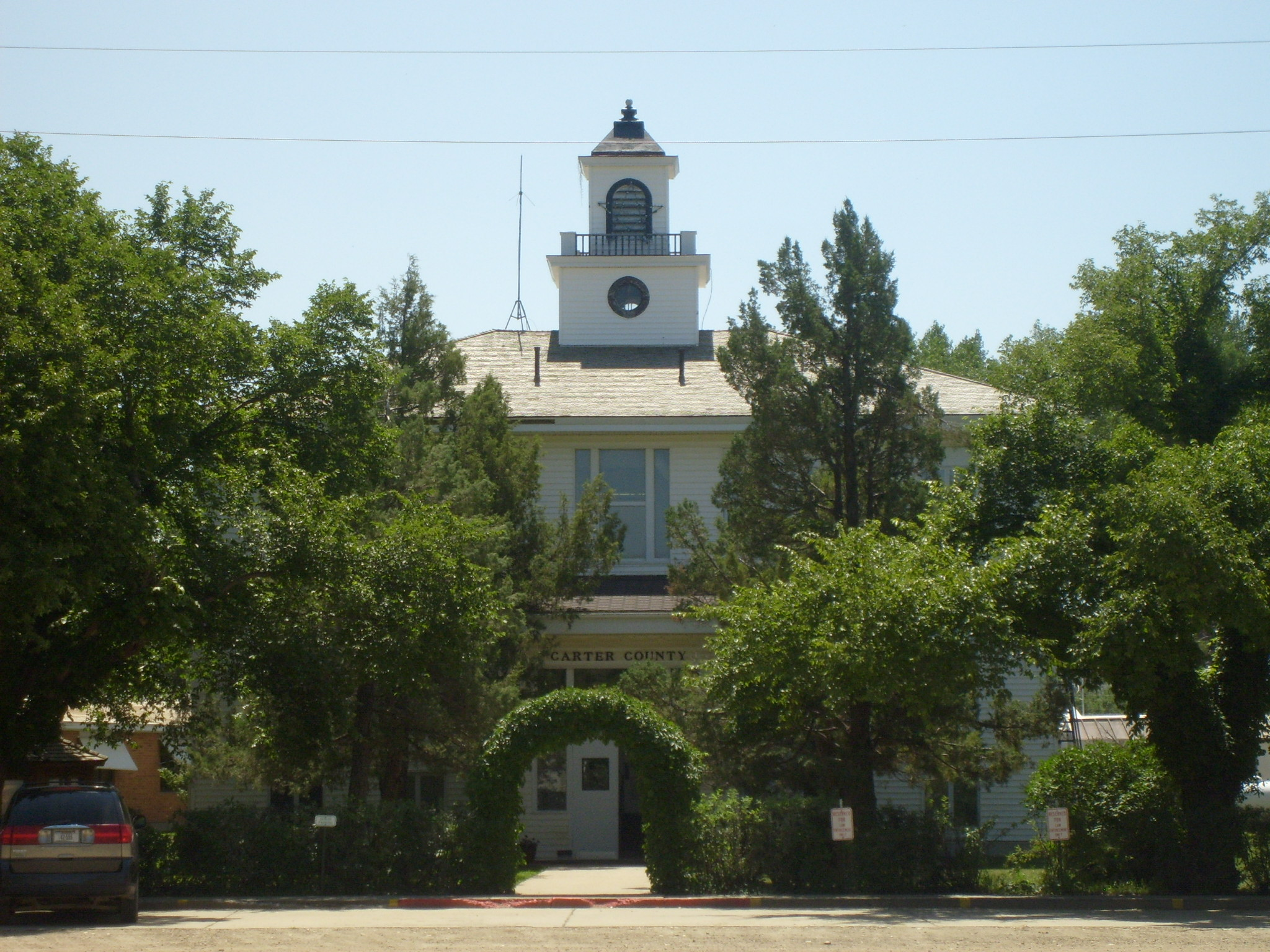
エカラカにあるカーター郡庁舎

## 都市と町

### 町
- エカラカ - 郡庁所在地

### その他の町
- アルザダ
- ボーイズ
- キャピトル
- ハモンド